# Palazzo d'Orléans
Het Palazzo d’Orléans is een 18e-eeuws stadspaleis in Palermo, hoofdstad van het Italiaanse eiland Sicilië. Het is de ambtswoning van de president van de regio Sicilië.
De hoofdingang van het paleis staat aan de Piazza Indipendenza, tegenover het Palazzo dei Normanni. Naast het paleis is er een stadspark met ornithologische zoo, met de naam Parco d’Orléans; het is de voormalige paleistuin.

## Naam
De naam verwijst naar de hertogelijke familie d’Orléans van Frankrijk die er meer dan een eeuw woonde. Lodewijk Filips van Orléans, hertog van Chartres en latere koning der Fransen, alsook zijn nazaten bewoonden het paleis van 1808 tot in 1940.

## Historiek
Abt Gianfrancesco Monroy bouwde vanaf 1775 het paleis in een kleinere vorm dan wat het thans is. Hij was de tweede zoon van don Alonzo Monroy, prins van Pandolfina, vermoord in 1764. De bouw sleepte lang aan. 
Het was de ondernemer Antonino Oliveri die in 1784 het pand kocht. Oliveri verbreedde het paleis zowel aan de linker- als rechterkant en verhoogde het gebouw met een derde verdieping. 
In 1808 trok hertog Lodewijk Filips van Orléans in Oliveri's paleis in. De edelman van koninklijke bloede streek er neer tijdens zijn jarenlange zwerftocht buiten Frankrijk na de Franse Revolutie. Een jaar later (1809) huwde Lodewijk Filips in Palermo met Marie Amélie van Bourbon-Sicilië, dochter van koning Ferdinand I der Beide Siciliën. Nog een jaar later (1810) kocht het echtpaar het paleis, dat sindsdien het Palazzo d’Orléans wordt genoemd. In het Palazzo d’Orléans werden de eerste drie kinderen geboren: Ferdinand Filips, Louise Marie de latere eerste koningin der Belgen, en Maria (1813-1839). De hertog en hertogin van Orléans breidden het paleis uit en kochten de nabij gelegen kleinere paleizen Gerardi en Bentivegna op. In 1814 verlieten ze het paleis doch bleven eigenaar.
Later, na de dood van Lodewijk Filips (1850) schonk Maria Amélie het Palazzo d’Orléans aan haar voorlaatste zoon Hendrik, de hertog van Aumale. De volgende eigenaar was zijn kleinzoon, Filips van Orléans (1869-1926). Filips stierf in het Palazzo d’Orléans in 1926. 
Zijn zus Marie Amélie schonk het verder aan haar neef Jean, hertog van Guise. Hertog Jean van Orléans organiseerde in 1929 in het Palazzo d’Orléans het huwelijk van zijn dochter Françoise met prins Christoffel van Griekenland en Denemarken. Twee jaar later (1931) was het Palazzo d’Orléans opnieuw de plek van een hertogelijk huwelijk: Jean’s zoon Henri van Orléans (1908-1999), graaf van Parijs, huwde met Isabelle uit het keizerlijk Huis Bragança.
De fascistische regering van Italië confisqueerde het hertogelijk paleis in 1940. Tijdens de Tweede Wereldoorlog was het tijdelijk een kantoor van de Geallieerde Strijdkrachten alsook van de Hoge Commissaris voor Sicilië in de overgang van het koninkrijk Italië naar de republiek Italië. 
Finaal, in 1947, was het de regio Sicilië die eigenaar werd van het Palazzo d’Orléans. Er volgde in de jaren 1950-1953 een financiële schikking tussen de graaf van Parijs en de regio Sicilië over het meubilair dat nog in het paleis stond. Eenmaal dit geregeld werd het Palazzo d’Orléans de ambtswoning van de president van de regio Sicilië, en dit in 1955.